# 禁書売り
『禁書売り』（きんしょうり）は、築山桂による日本の短編時代小説集。『緒方洪庵・浪華の事件帳』シリーズ第1作。
4編の中編小説からなり、幕末期の大坂を舞台に緒方章を主人公にした事件を描いている。
2001年4月、鳥影社ロゴス企画部発行。装幀：Kaiデザイン。ISBN 4-88629-555-X
文庫版は、2008年12月に双葉社・双葉文庫から刊行されている。ISBN 978-4-5756-6363-1

## 収録各話
- 禁書売り
- 証文破り
- 異国びと
- 木綿さばき